# Monophyllus frater
Monophyllus frater — вид родини листконосові (Phyllostomidae), ссавець ряду лиликоподібні (Vespertilioniformes, seu Chiroptera).

## Середовище проживання
Відома за скелетними рештками на острові Пуерто-Рико.

## Історія
У зв'язку з вирубкою лісу та заселенням людиною місця середовища вид зник у XVIII столітті. 